# Dejan Šorak
Dejan Šorak   (Karlovac, 29 de març de 1954) és un director de cinema, guionista i escriptor croat

## Biografia
Es va graduar en direcció a l'Acadèmia d'Art Dramàtic de Zagreb. És el guanyador de molts premis com: Zlatna arena  al guió del Festival de Cinema de Pula per la pel·lícula més vista, Premi Vladimir Nazor per la millor pel·lícula, el premi per a la millor pel·lícula HDFD i Jadran film. Ha participat en festivals d'arreu del món des de l'Índia fins al Canadà. La seva pel·lícula Oficir s ružom va guanyar múltiples premis (Festival de Cinema de Pulade 1987: Golden Arena al millor guió - Dejan Šorak i pel millor paper d'actor: Žarko Laušević) es va mostrar en uns 15 països.

## Filmografia
- Mala pljačka vlaka (1984)
- Oficir s ružom (198.)
- Krvopijci (1989)
- Vrijeme ratnika (1991)
- Garcia (1999)
- Dva igrača s klupe (2005)

## Obres literàries
- Kontrolna projekcija, Algoritam, Zagreb, 2000.
- Ja i Kalisto, Algoritam, Zagreb, 2002.
- Američko-hrvatski u boji: saga o filmu, (3 sv: Dio 1: Marija i zvijer, Dio 2: Venecija smrti, Dio 3: Dezdemona i vrag), Algoritam, Zagreb, 2008.
- Gdje je nestala haljina Blažene Djevice Marije Snježne, Algoritam, Zagreb, 2009.
- Čovjek bez dna, Algoritam, Zagreb, 2011.